# الشرقیه، النبطیه
الشرقیه (به عربی: الشرقية) یک منطقهٔ مسکونی در لبنان است که در شهرستان نبطیه واقع شده‌است.